# Атанасије Пуљо
Атанасије Пуљо (Земун, 9. јануар 1878 — Београд, 1. новембар 1944) био је српски лекар, стоматолог, научник широког знања из различитих области медицине, један од првих ратних стоматолога и један од најзначајнијих оснивача стоматологије у Србији.
Као добровољац у Балканским ратовима и активни учесник у Првом светском рату, Атанасије Пуљо је на основу стечених ратних искустава, први на Балкану истакао важност тимског рада зубара и хирурга у збрињавању повреда вилице и лица. Он је у стоматолошку праксу, три године пре осталих у свету, увео сопствени метод лечења запуштених прелома горње вилице, назван „балканска метода“, која је данас призната у целом свету.
Атанасије Пуљо био је и „пионир“ стоматолошке радиологије у Србији, оснивач одонтолошаке клинике Медицинског факултета, њен први управник, у рангу ванредног професора универзитета за предмет Болести уста и зуба и један од главних заговорника оснивања Стоматолошког факултета у Београду, основаног 1948, четири године после његове смрти (1944).
Према речима Бранислава Димитријевића, еминентног српског професора максилофацијалне хирургије, за српско зубно лекарство (Пуљо) беше што и Гогољ за сву потоњу руску књижевност.

## Живот и каријера
Атанасије Пуљо рођен је 9. јануара 1878. године у Земуну, тада у саставу Аустроугарске, као најстарији син у угледној цинцарској породици. Након завршене гимназије у Земуну (1894). године, као изузетно вредан и интелигентан ђак, отишао је у Грац на студије медицине, које је завршио у најкраћем могућем року, 1901. године.
Након завршетка студија медицине, Атанасије Пуљо је отишао у Париз на специјализацију зубног лекарства, коју је из материјалних разлога, морао прекинути, да би се запослио у Земуну као секундарни лекар у Болници милосрдних сестра и убрзо постао примаријус, па котарски лекар. Али зубно лекарство Атанасије Пуљо није запоставио и наставио је започету специјализацију о свом трошку у Берлину, Бечу, Цириху 1904.
Након што је у 26. години старости, стекао диплому специјалисте зубног лекарства, Пуљо се вратио у родни Земун и једно време је обављао општу лекарску праксу у државној служби, коју је 1911. напустио да би отворио сопствену ординацију у којој се у потпуности посветио приватној зубно-лекарској пракси.
За време живота у Земуну Атанасије Пуљо био је изузетно активан, не само у области струке, већ и у друштвеном животу града, и постао један од оснивача Земунског српског соколског друштва 1905. године.
По отпочињању Првог балканског рата, као велики српски родољуб, 13. октобра (по старом календару) 1912. године, Пуљо је тајно прешао из Земуна у Београд, у коме се ставио на располагање српском Црвеном крсту. По одлуци начелника санитета Српске војске, као добровољац распоређен је у тек основану Пету резервну болницу, смештену у основној школи у близини Саборне цркве, којом је управљао др Суботић, млађи.
- Кућа у Делиградској 2 у Београду којој је Атанасије Пуљо од 1932. обављао приватну зубно-лекарску праксу и живео са породицом.
- Испред ове куће, на тргу Славија, 1. новембра 1944. погину је Атанасије Пуљо када је на њега изненада налетео совјетски војни камион.

| „ | Пуљо је осим својих знања и умења у Србију, тада, донео опрему и материјале; не тражећи за то накнаду. Повео је и свог, десет година млађег брата Ђорђа, да му у „радионици“ шегртује. | ” |

Првог септембра (по Јулијанском календару) 1914, у првој години Првог светског рата, Атанасије Пуљо се одлучио на ризичан корак. Искористивши привремено ослобађање Земуна од стране Прве српске Армије, поново је прешао у Србију. Ризичан корак, јер као аустро-мађарски држављанин који прелази на страну непријатеља Пуљо је лако могао бити проглашен за велеиздајника и стрељан, у случају заробљавања или капитулације српске војске.
Одмах по преласку у Србију Министарство војно поставило је Атанасуја Пуља за шефа „Одељења за лечење изломљених и повређених вилица“ у Моравској сталној војној болници у Нишу. У Нишу је 1914. године Атанасије Пуљо, који је као и остала његова браћа прогањан од стране Аустроугара, коначно раскинуо са својим цинцарским пореклом и почео славити Светог Николу. Касније је и његов млађи брат Ђорђе узео исту славу, тако да, како примећује један од историчара, „од свега им је остало само грчко презиме – Пуљо“.
Године 1932. Пуљо је донео одлуку да свој стручни рад у приватној зубно-лекарској пракси, коју је обављао у Земуну, настави у Београду. Након што је Управни одбор Лекарске коморе, на основу решења министра народног здравља, 1932. позитивно одговорио на његов захтев и одобрио му да своју приватну зубно-лекарску праксу пренесе из Земуна у Београд, на адресу Делиградска број 2, цела породица Пуљо преселила се и даљи живот наставила на овој адреси. Данас је то место у Београду, на Славији, у коме се налази Мекдоналдс ресторан, обележено пригодном спомен-плочом.
Године 1936. Атанасије Пуљо је након оснивања Одонтостоматолошка клиника Медицинског факултета Универзитета у Београду, Указом Министарства просвете у Београду, изабран и постављен за првог управника, у рангу ванредног професора универзитета за предмет Болести уста и зуба, који су слушали и полагали студенти пете године медицине.
Почетком Другог светског рата у Југославији (29. априла 1941. године) Атанасије Пуљо постављен је за шефа Одељења за болести уста и зуба у Главној војној болници у Београду.
После брзог слома Краљевине Југославије у априлу 1941. године, и окупацији Београда од стране Немаца затворен је Универзитет у Београду. Део Стоматолошке Поликлинике стављен је на располагање Вермахту; а мањи њен део пресељен је у Кумодраж, село крај Београда, а Пуљо је унајвеће размишљао о одласу у пензију.
Крајем лета 1944. године Пуљо сазнаје за погибију свог млађег сина Миодрага, у редовима војске ђенерала Драгољуба Михаиловића, а крајем октобра за погибију старијег сина Слободана, на Сремском фронту. Психички јако потресен због губитка синова, Атанасије Пуљо окончао је свој живот погибијом у саобраћајном удесу 1. новембра 1944. у Београду, испред своје куће, у Немањиној, када је на њега, на сасвим опустелом тргу Славија, изненада налетео совјетски војни камион.

## Дело
Почетком 20. века у Србију долазе први школовани зубне лекари, доктори медицине са завршеном специјализацијом из болести уста и зуба. Најпознатији међу њима су били Милош Поповић, Миливоје Петровић, Илија Ранимир, и један од најзначајнијих међу њима за развој зубног лекарства у Србији, Атанасије Пуљо, кога данас историчари медицине сматрају пиониром српске стоматологије.
Атанасије Пуљо, из Земуна, тада у Аустроугарској, два пута дошао је у Србију и као добровољац у ратовима која је Србија водила двадесетих година 20. века.
Први пут октобра месеца 1912. године, након почетка Првог балканског рата (српско-турски рат) када је парешао у Београд у коме се добровољно ставио на располагање српском санитету. У Београду је Пуљо велики број рањенике са преломима вилица збрињавао на њему специфичан и јединствен начин који се огледао у томе: што је истовремено са обрадом меких ткива које је вршио хирург, зубни лекар репонирао поломљене виличне фрагменте, и удлагама их спајао и фиксирао преко преосталих зуба. На ову оригиналну идеју, о удруженом раду хирурга и стоматолога, и стварању нове специјалности, хирургије вилица и лица, Атанасије Пуљо је дошао први, четири године пре званичног оснивања и почетка рада максилофацијалне хирургије, која се као нова хируршка дисциплина појавила тек крајем Првог светског рата. Зато с правом Српска стоматологија сматра Атанасија Пуља пиониром на пољу максилофацијалне хирургије.
Други пут у лето и рану јесен 1914. године, када је Први светски рат донео „реку“ рањеника који су преплавили фронтовске и резервне болнице широм Европе. Међу којима су, због употребе савремених убојних средстав, најпотресније деловали рањеници погођени у лице-главу.
| „ | Њихов застрашујући изглед варао је од почетка. Многи су од стране износиоца рањеника просто остављани на војишту, јер су сматрани погинулима. Још теже је било питање како их лечити, којој би специјалности требало да припадну? Увидеће се, али касније, да без зубног лекарства напретка не може бити. Првог септембра (по Јулијанском календару) 1914. године Пуљо, искористивши привремено ослобађање Земуна од стране Прве српске Армије поново прелази у Србију. Ризичан корак, јер беше аустро-мађарски држављанин који прелази на страну непријатеља. Лако би био проглашен за велеиздајника и стрељан, у случају заробљавања или капитулације српске војске. | ” |

Одмах по преласку у Србију Министарство војно поставило је Атанасија Пуља за шефа „Одељења за лечење изломљених и повређених вилица“ у Моравској сталној војној болници у Нишу, у коме је први пут успоставио максилофацијалну хирургију и рендгенско снимање зуба и вилица у Србији, чиме је Србија макар за педаљ испредњачила у поређењу са Савезницима и Централним сила.
Пуљо је у Нишу, ратној престоници Србије на почетку Првог светског рата, осим збрињавања повреда лица и вилица, практиковао и стоматологију, о чему др Милан Петровић пише:
| „ | „Европски рат изненадио је наш војни санитет онако исто, као и државни систем… на зубе опет нико није мислио. Тек у јануару 1915. појављују се две зубне станице у Нишу, постале: једна иницијативом Руске лекарске мисије, друга иницијативом др Пуље." | ” |

После преласка Моравске сталне војне болнице преко Албаније и Црне Горе, Атанасију Пуљи није омогућен наставак дотадашњег успешног специјалистичког рада, те он напушта војску и одлази у Француску. У Француску Пуљо је отишао са жељом да годину дана проведе на усавршавању хируршких поступака аутопластике и трансплантације кости и хрскавице. Усавршавао се на хируршком одељењу болнице Сен Луј и Шаптал у Паризу и америчкој болници у Нејију крај Париза. У Француској 1917. Атанасије Пуљо отвара приватну ординацију у Ници, и на бројним стручним скуповима објављује своја истраживања, због чега Французи желе да га, због изузетне стручности, задрже на факултету у Ници, где му је тих година рођен старији син. Међутим, Атанасије Пуљо, као велики патриота донео је одлуку да се септембра 1919. године с породицом врати у отаџбину „да помогне свом напаћеном народу“.
| „ | Иако то, може бити, није тада тако изгледало потоњи његов потез раван је оном од само пет година раније, када је из Земуна у Ниш прешао, ризикујући велеиздајништво. Овога пута недоумица је гласила: победничка Француска или опустошена Србија? Ница, можда Лион, спрам Београда, који је баш тада (1919) најјадније изгледао, препун рушевина и рупчага, без струје, воде, упропашћен и ружан. Пуљу је, уза све то, чекала и застрашујућа некултура у погледу оног што данас називамо оралном хигијеном и оралним здрављем. | ” |

У току августа месеца 1923. године на основу одлуке Министарства народног здравља Краљевине Југославије Пуљо је основао зубно одељење Опште државне болнице у Београду. Како се на расписани конкурс за шефа зубног одељења на Општој Државној Болници у Београду, Пуљо јавио као једини кандидат, постављен је на ту дужност 10. новембра исте године. Значајно је истаћи да је на овом одељењу Атанасије Пуљо омао известан број болесничких кревета за збрињавање тешких максилофацијалних болесника и примио 1925. године прве докторе медицине који су могли да специјализирају болести уста и зуба у Краљевини Југославији. До тада сви су ову специјализацију српски лекари завршавали у иностранству, најчешће у Грацу, Бечу, Паризу и Берлину.
Одонтостоматолошку клинику Медицинског факултета у Београду Атанасије Пуљо основао је 1936. године, као њен први управник, који је то био све до почетка Другог светског рата. Те године изабран је за професора на предмету Болести уста и зуба, који су слушали и полагали студенти пете године медицине. На њој су лекари опште медицине обављали специјалистички стаж, полагали специјалистички испит и стицали звање специјалисте за болести уста и зуба. Кадрови школовани у овој установи, захваљујући Александру Пуљи, двадесетак година касније постали су наставни кадар Стоматолошког факултета у Београду, који је основан школске 1948/1949. године.

## Признања
- Спомен плоча на кући Атанасија Пуље у Београду, данас Мекдоналдсовом ресторану на Славији, у којој је од 1923. до смрти 1944. радио и живео са породицом. Плоча је откривена 26. октобра 2001. године.[а]
- Једна од улица у Земуну, у насељу Нови Град, у коме је Атанасије Пуљо рођен и започео стоматолошку праксу, носи име Атанасија Пуља од 2004. године.

## Дела
- Puljo A. (1922). „Prelomi vilica u našim ratovima za oslobođenje od 1912-1915. godine”. Srpski arhiv za celokupno lekarstvo. 24 (4–5): 157—68.
- „Kostolomi vilice u srpskoturskom i srpskobugarskom ratu”. SRP Arh Celok Lek. 20 (3): 95—114. 1914..
- „Anodontia.”. SRP Arh Celok Lek. 41 (10–11): 442—7. 1939..
- „Organizacija zubnolekarske pomoći u ratu.”. SRP Arh Celok Lek. 41 (12): 542—5. 1939..
- „Glavni osnovi lečenja preloma vilica.”. SRP Arh Celok Lek. 42 (10): 485—512. 1940..
- Le traitement des fractures des maxillaires en Serbie (1914-1915). L’odontologie. (1916):259–67.
- „La maxillotomie.”. L'Odontologie. 12: 459—66. 1917..
- „Vingttrois cas de maxillotomie curettage alveoloradiculaire”. L'Odontologie. 9: 379—85. 1919..
- „Le courant electrique dans la bouche”. L'Odontologie. 3: 99—103. 1919..
- Nega zuba. Zemun: Izdavačka knjižara „Dimitrije Puljo”; 1923.
- Maligni tumori u ustima. In: Šahović K, editor. O raku. I sveska. Beograd: Jugoslovensko društvo za izučavanje i suzbijanje raka; (1932):45–56.